# Brederode (Antwerpen)
Brederode is een wijk in Antwerpen die samen met de wijk Markgrave het zuiden van het district Antwerpen vormt. Ze wordt begrensd door de Singel (in het zuiden en het westen), de Amerikalei (in het noorden) en de wijken Harmonie en Markgrave (in het oosten) en dankt haar naam aan Hendrik van Brederode (1531-1568).

## Geschiedenis
De naam Brederode is afkomstig van Hendrik van Brederode (1531-1568). De hoofdstraat van de wijk Brederode is de Brederodestraat. De winkelstraat vormt het hart van de wijk en wordt door de winkeliers ook wel de 'Poort op het Zuid' genoemd.

## Openbaar vervoer
In de wijk zijn diverse tram- en buslijnen, waaronder tramlijn 10 en buslijnen 13 en 14.

## Onderwijs
Er zijn verschillende scholen te vinden in deze wijk:
- De Kleine Wereld Lagere School (Brederodestraat 119, 2018 Antwerpen)
- De Kleine Wereld Basisschool (Belegstraat 62, 2018 Antwerpen)
- Karel de Grote Hogeschool campus Zuid (Brusselstraat 45, 2018 Antwerpen)
- Sint Norbertusinstituut Lagere school en Humaniora (Amerikalei 47, 2000 Antwerpen)
- Sint Norbertusinstituut Kleuterschool (Hertsdeinstraat 25, 2018 Antwerpen)
- Provinciaal Instituut PIVA (Desguinlei 244, 2018 Antwerpen)

De wijk herbergt ook enkele kinderdagverblijven en een centrum voor kinderzorg en gezinsondersteuning: 'Het Ankertje'. Tevens is het administratief centrum van de Stad Antwerpen Den Bell ook gelegen in Brederode. Ook is het hoofdkantoor van PIDPA met haar 691 medewerkers gelegen in Brederode.

## Konijnenwei
In 2018 werd het park de 'Konijnenwei' geopend. Deze is gesitueerd aan de Brusselstraat nabij het Justitiepaleis. Datzelfde jaar werd het kunstwerk 'Agora', een elf meter hoog kunstwerk dat bestaat uit drie zeecontainers, geplaatst. Het werk werd ontworpen door kunstenaar Mark Požlep.

## Galerij

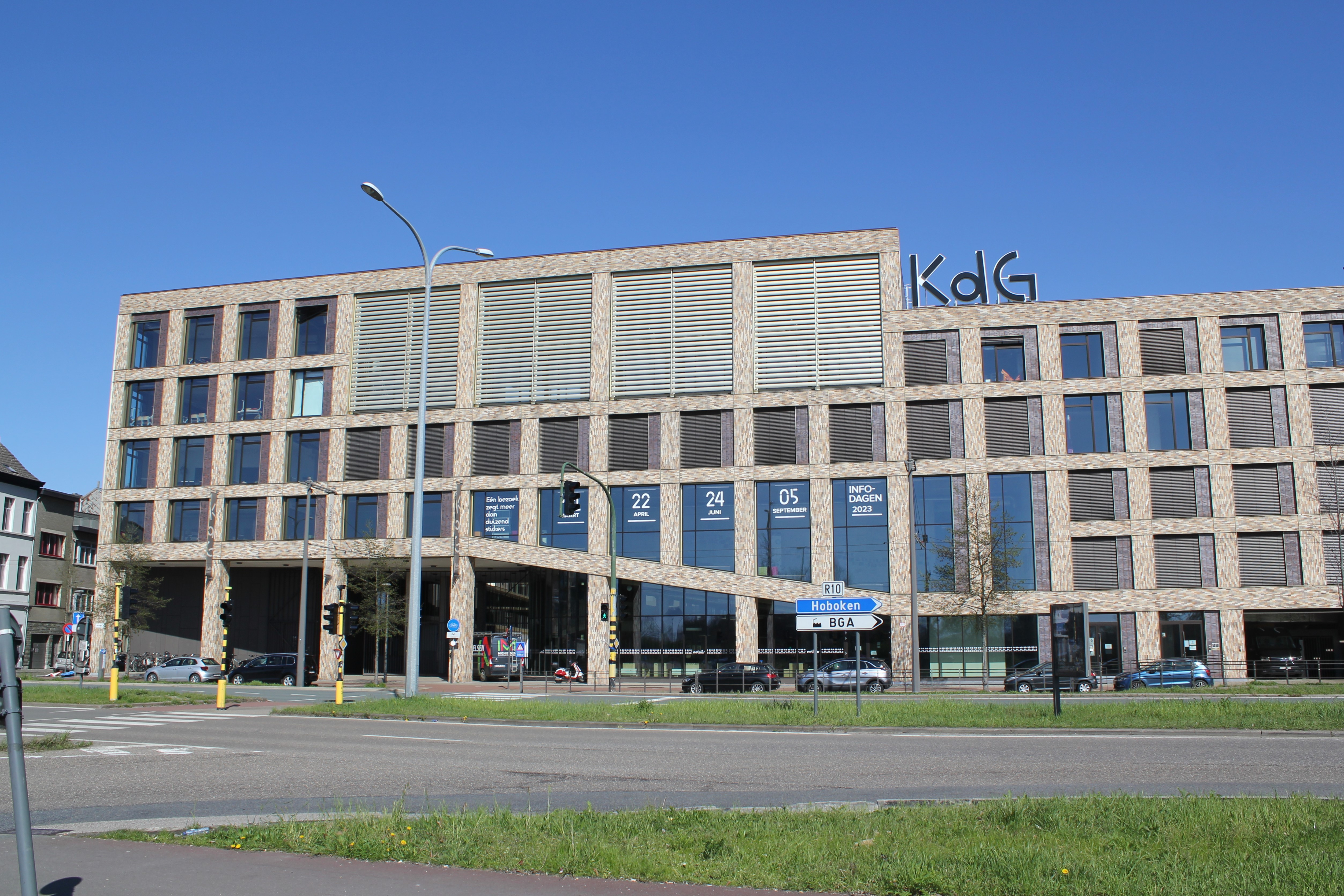
Karel de Grote Hogeschool campus Zuid
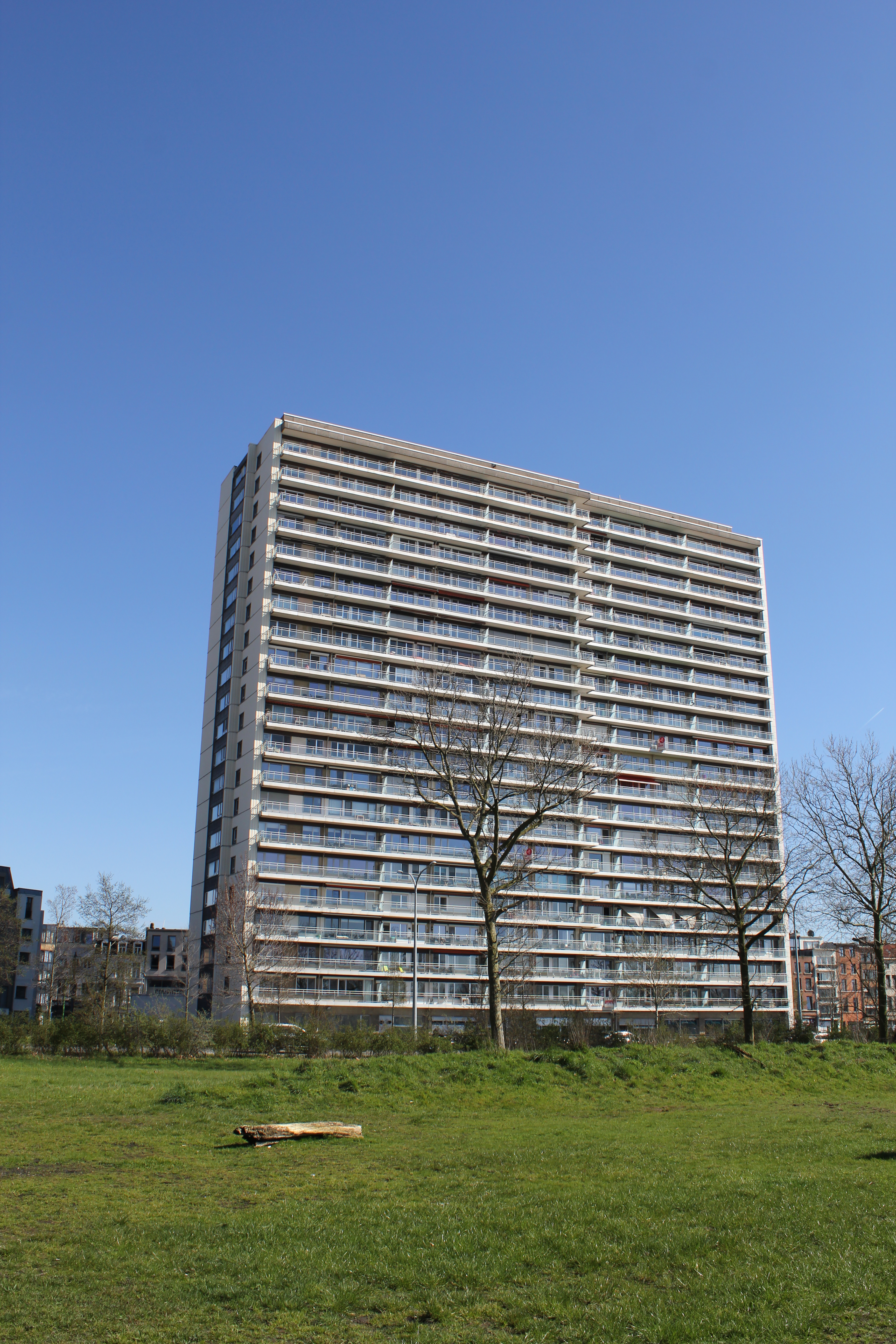
't Hooghe Huys
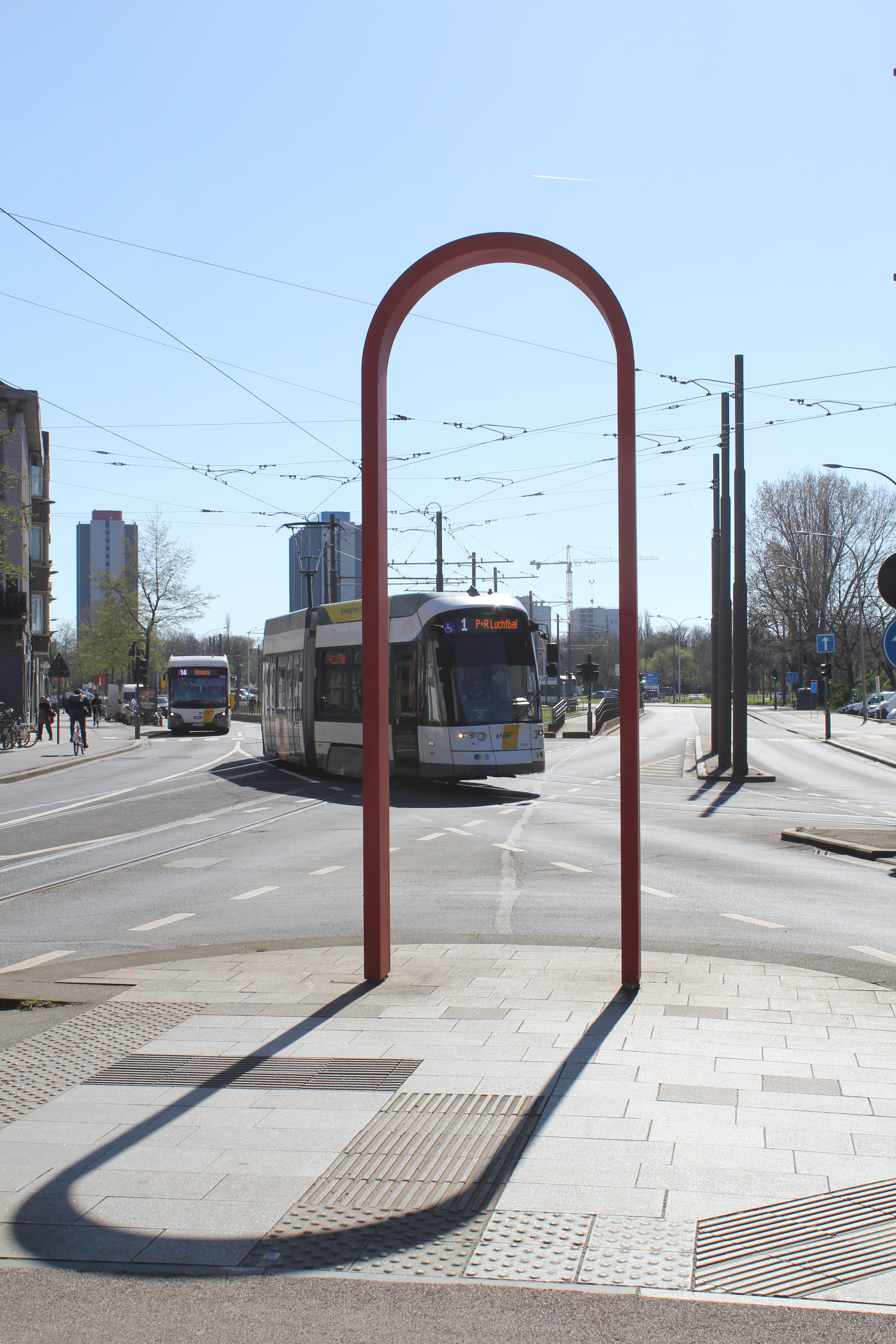
Poort op 't Zuid
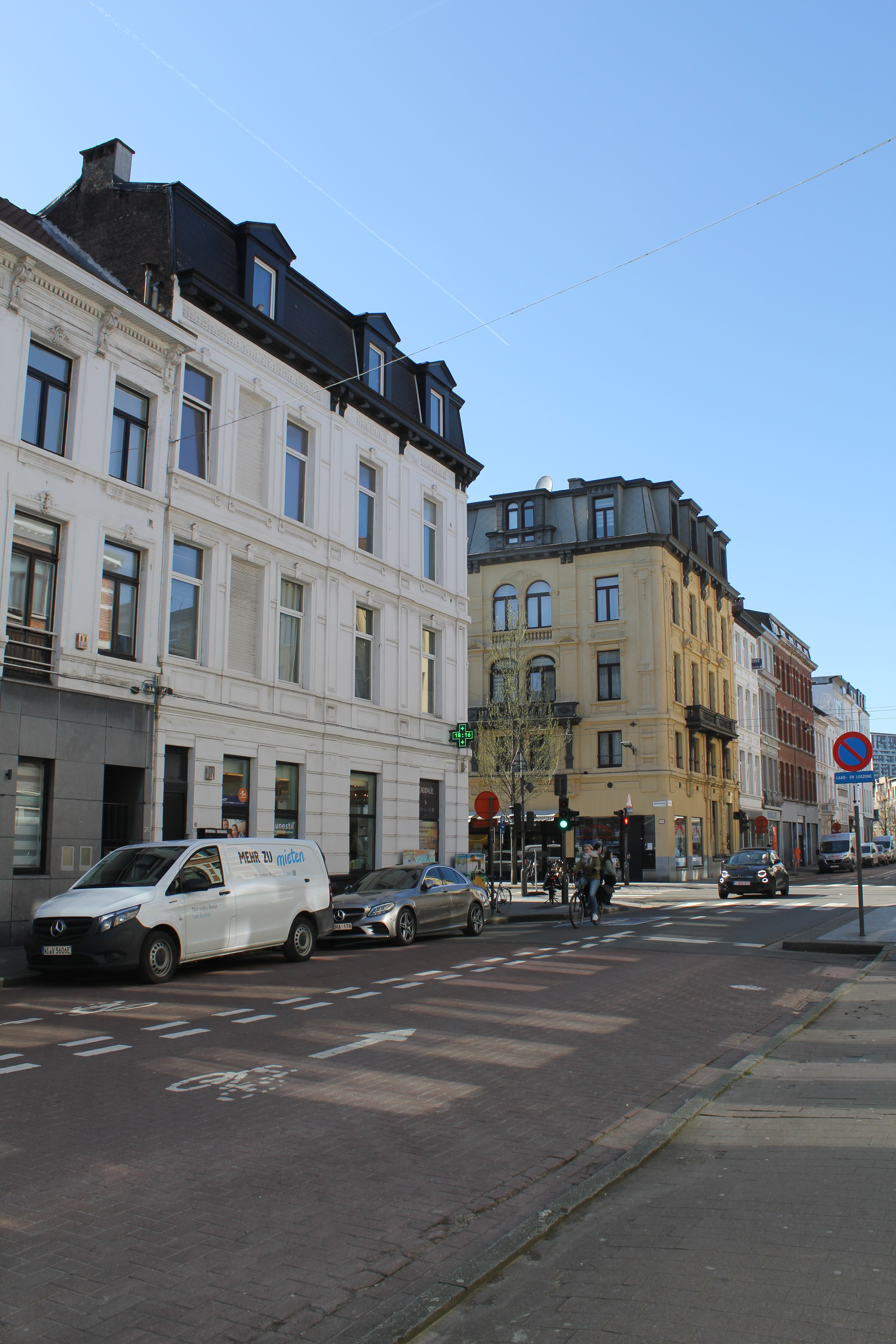
Broederminstraat
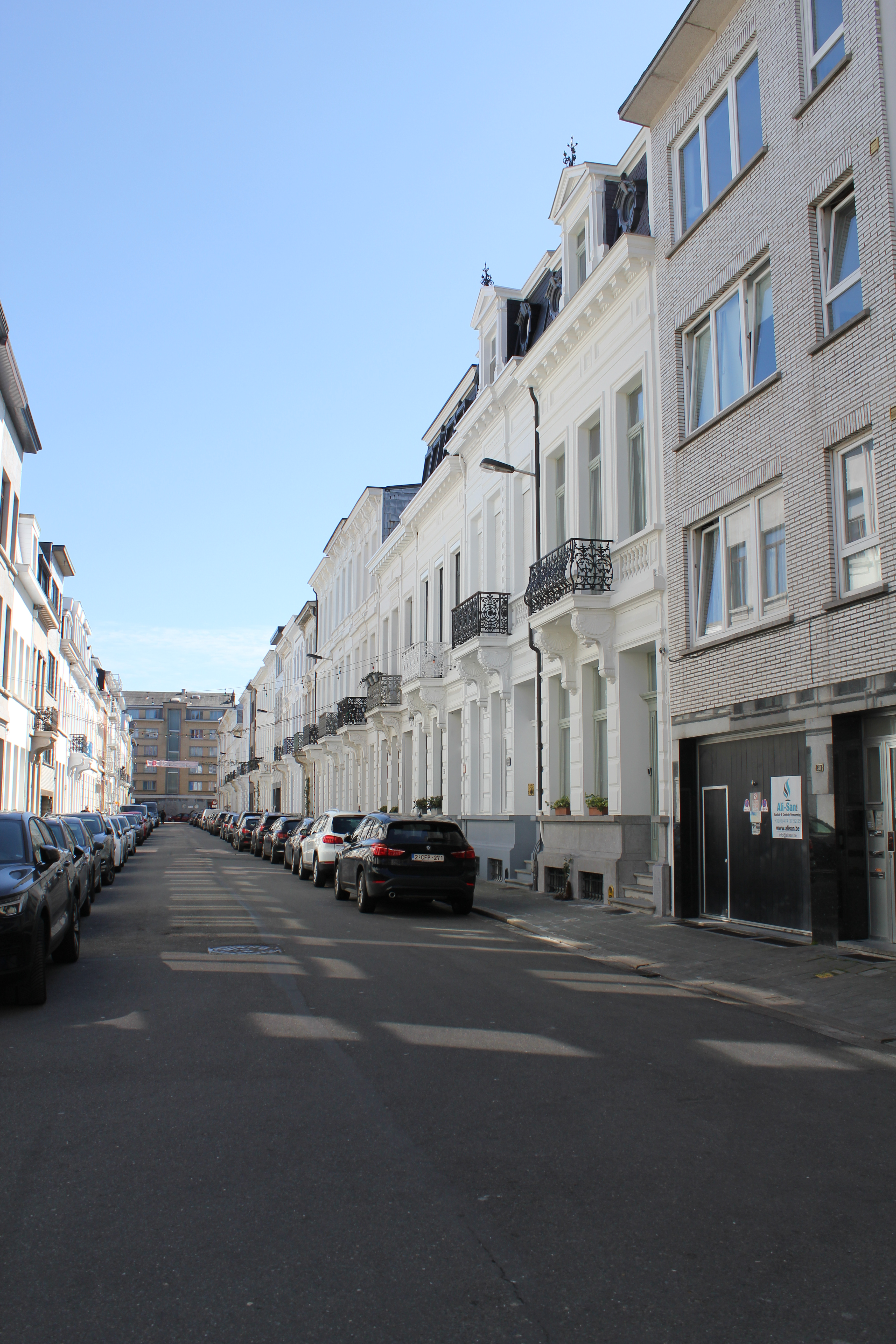
Clementinastraat
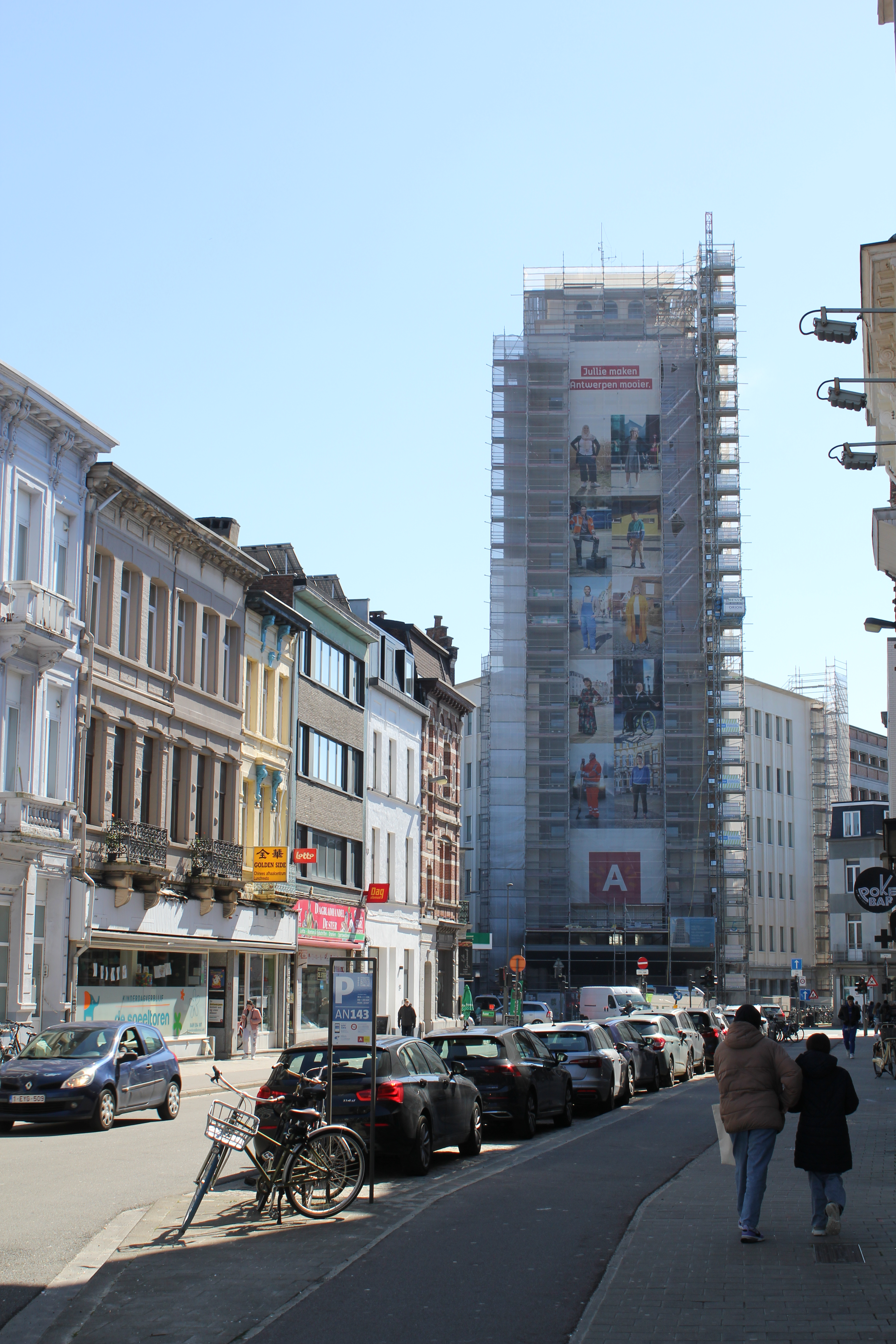
Bresstraat
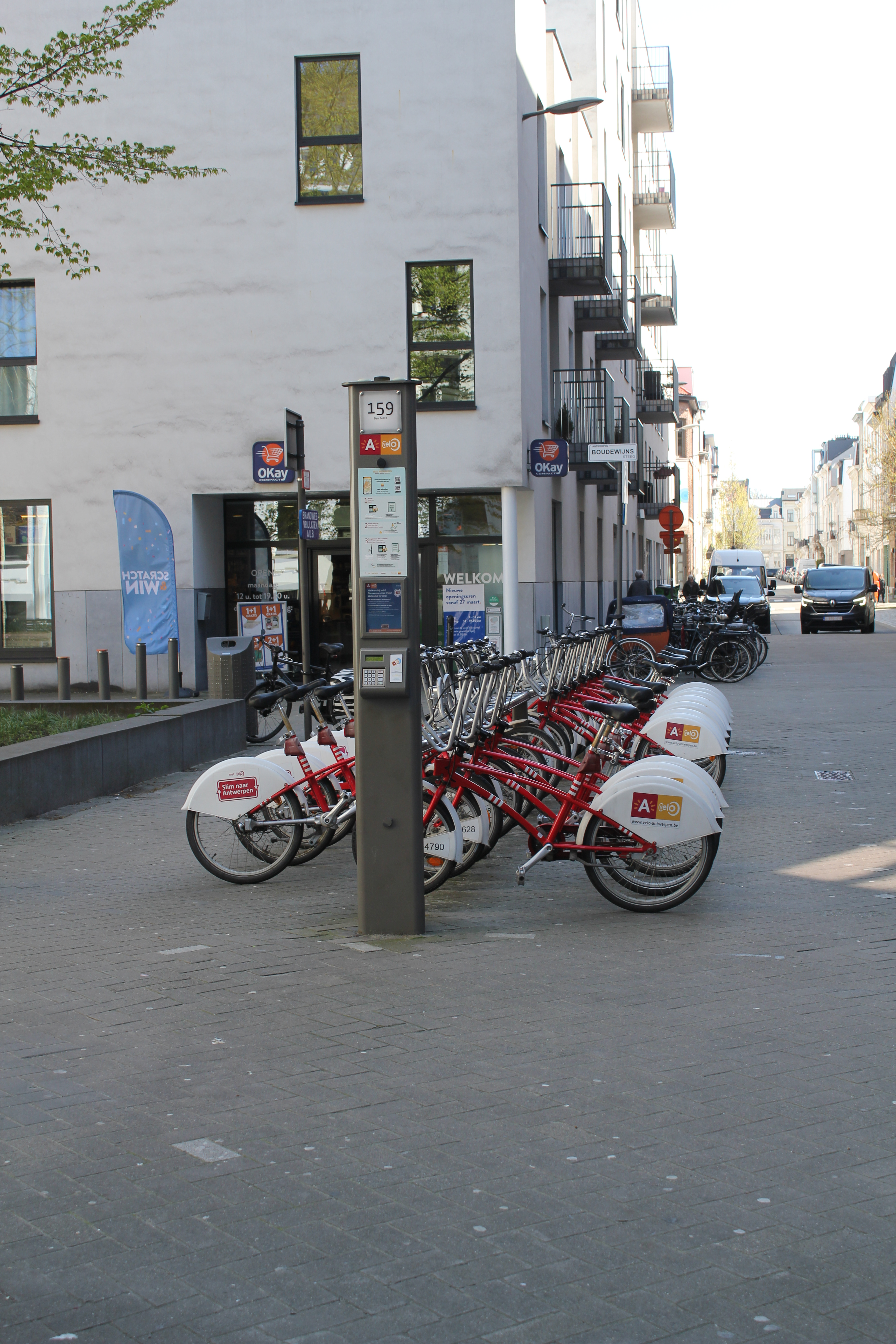
Boudewijnsteeg
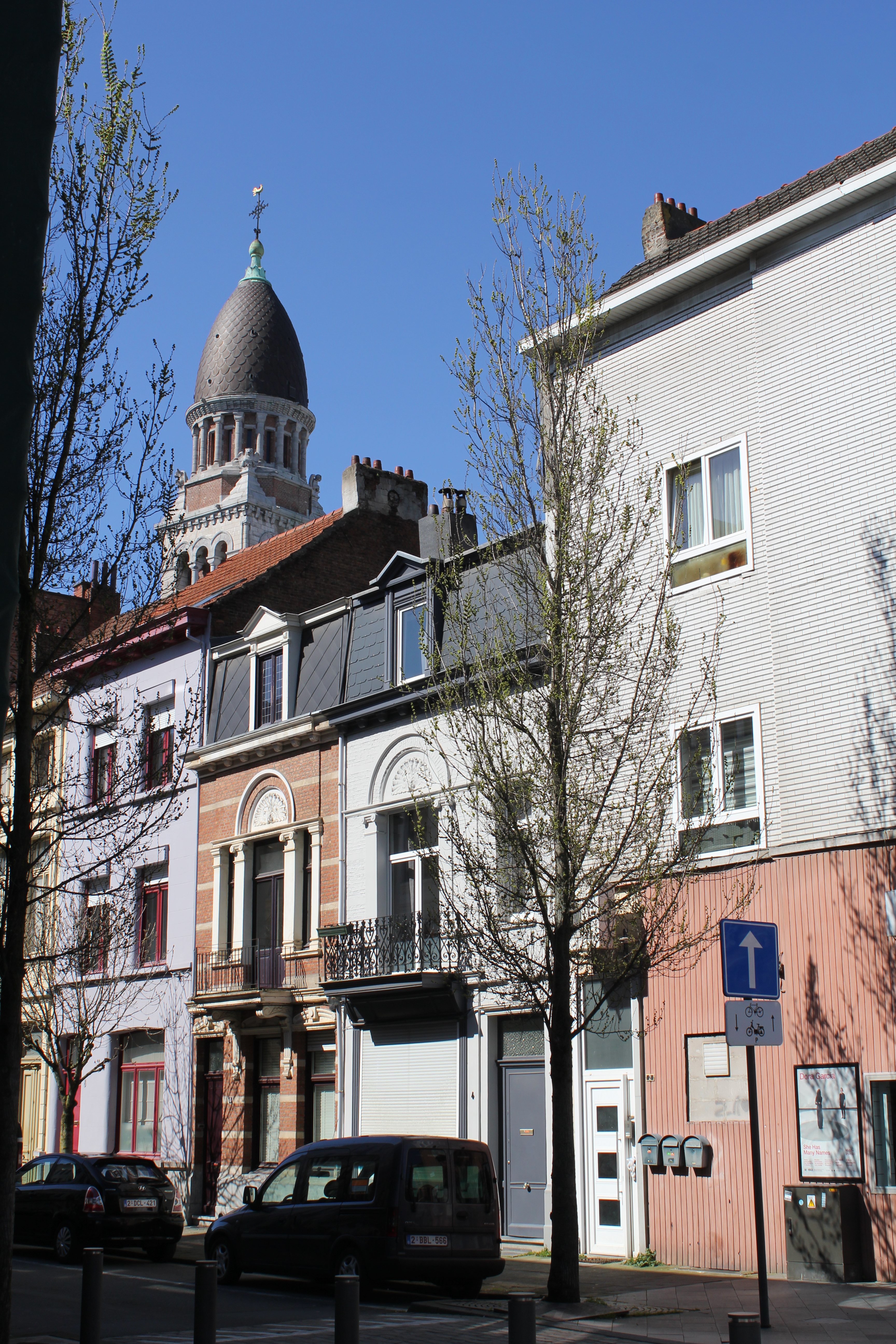
Dendermondestraat
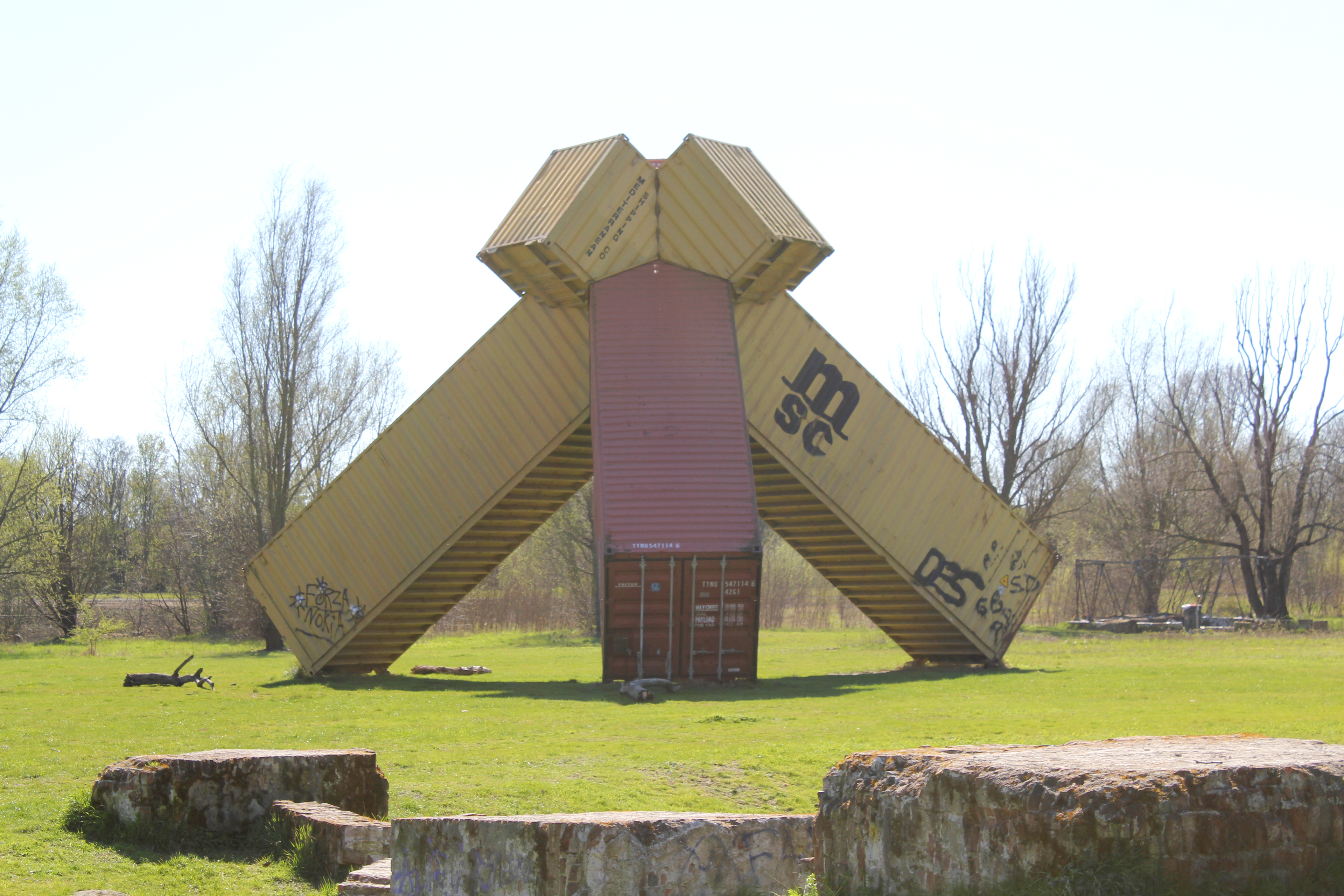
Kunstwerk Agora
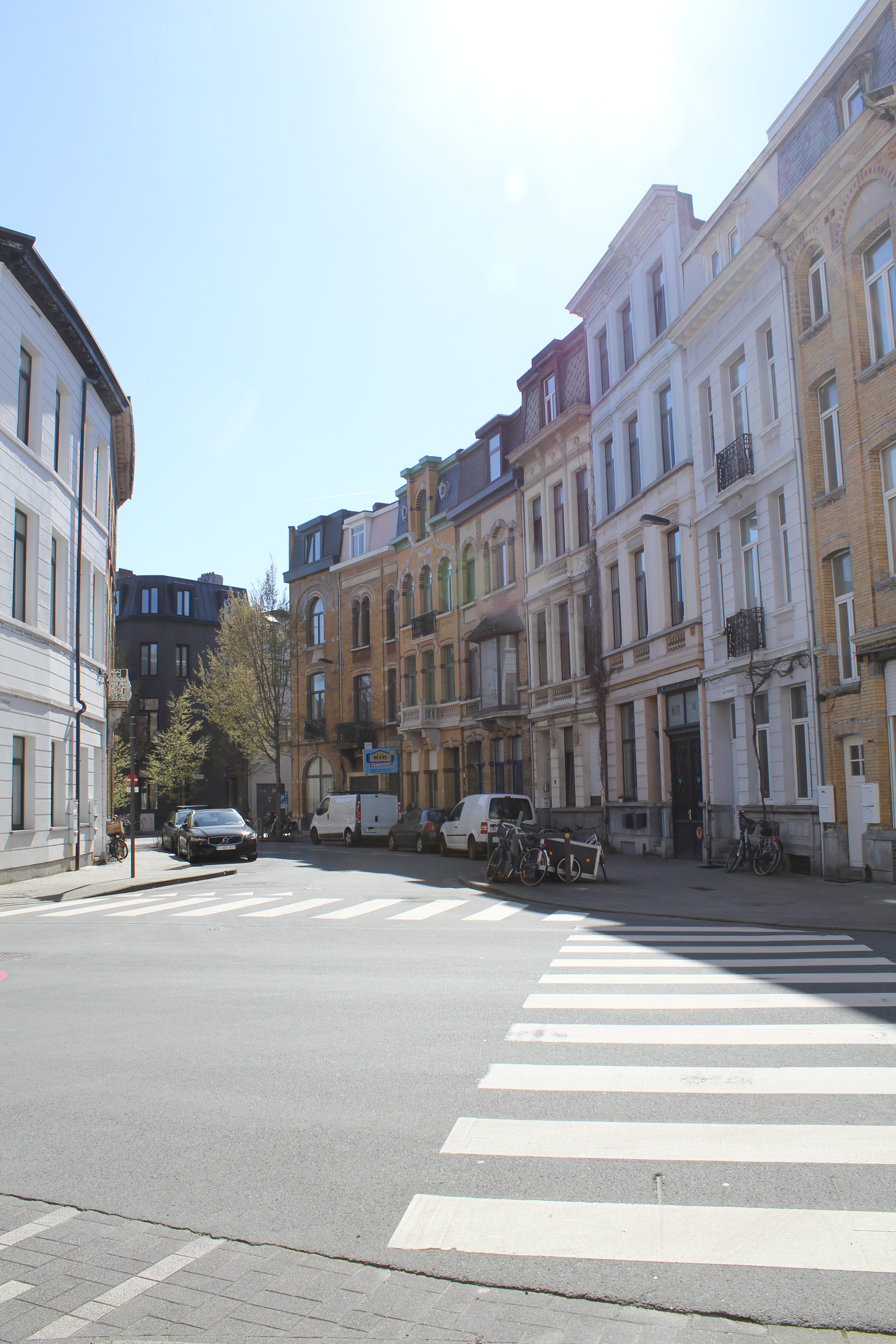
Hof ter Bekestraat
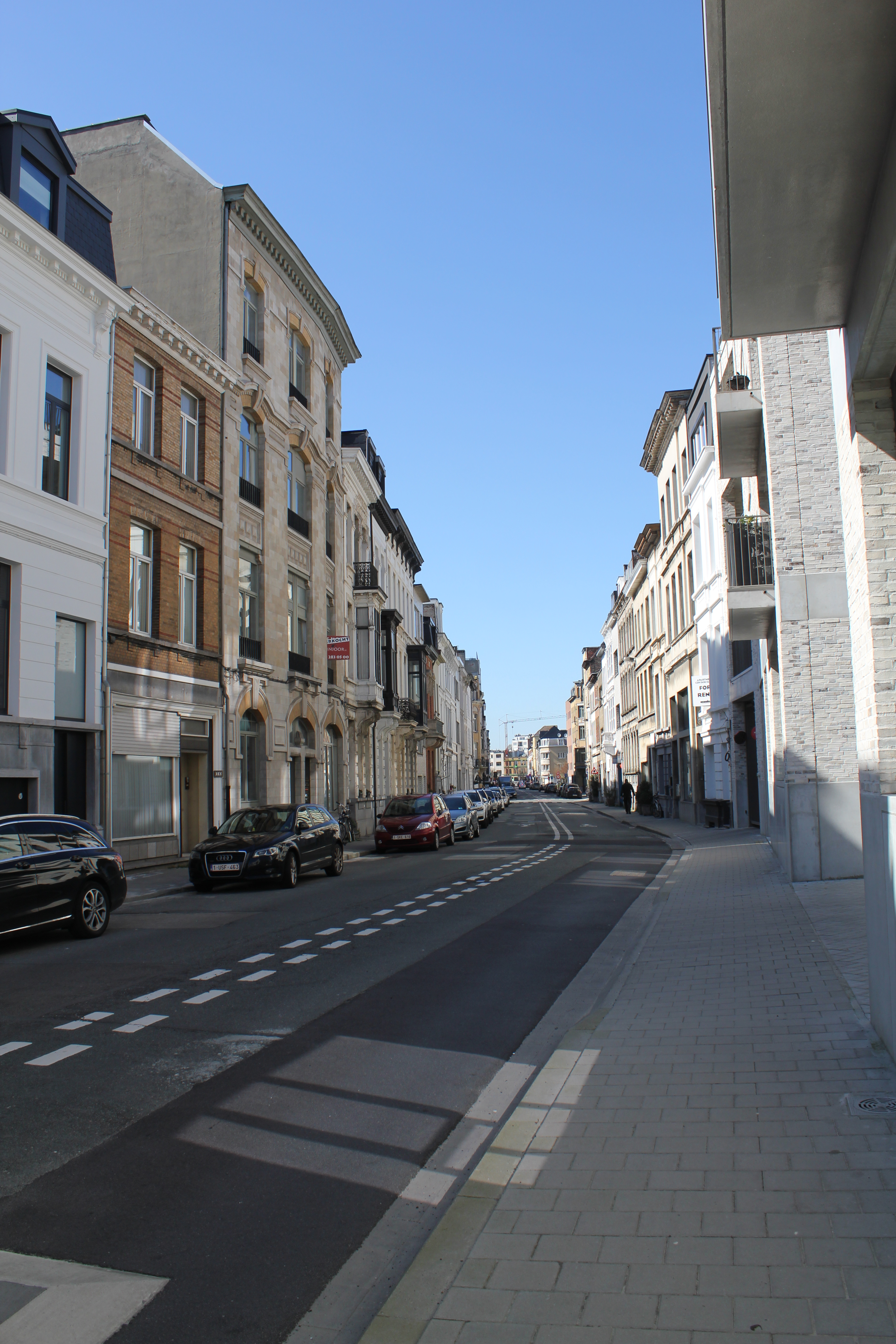
Moonsstraat
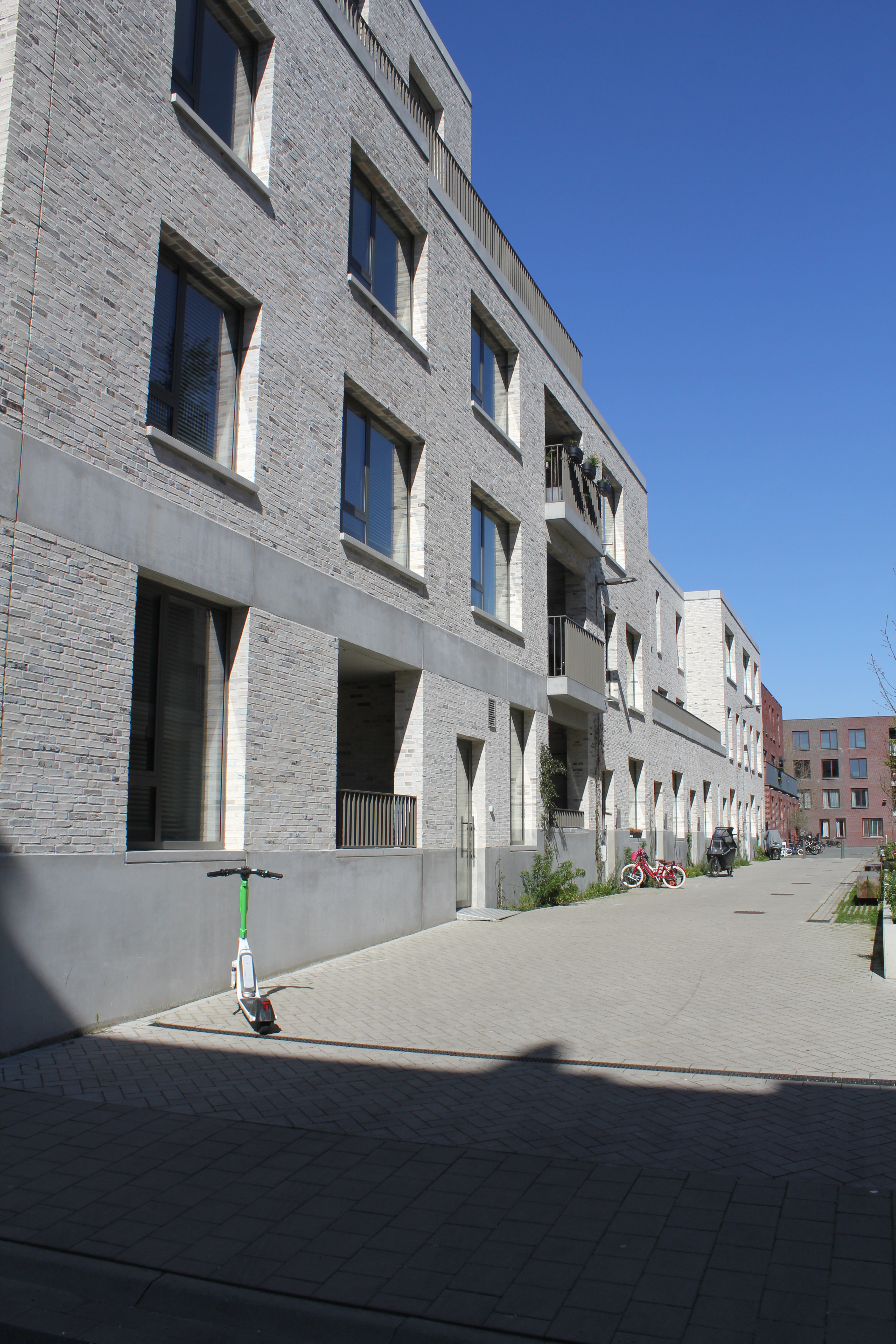
Zuidervelodroom
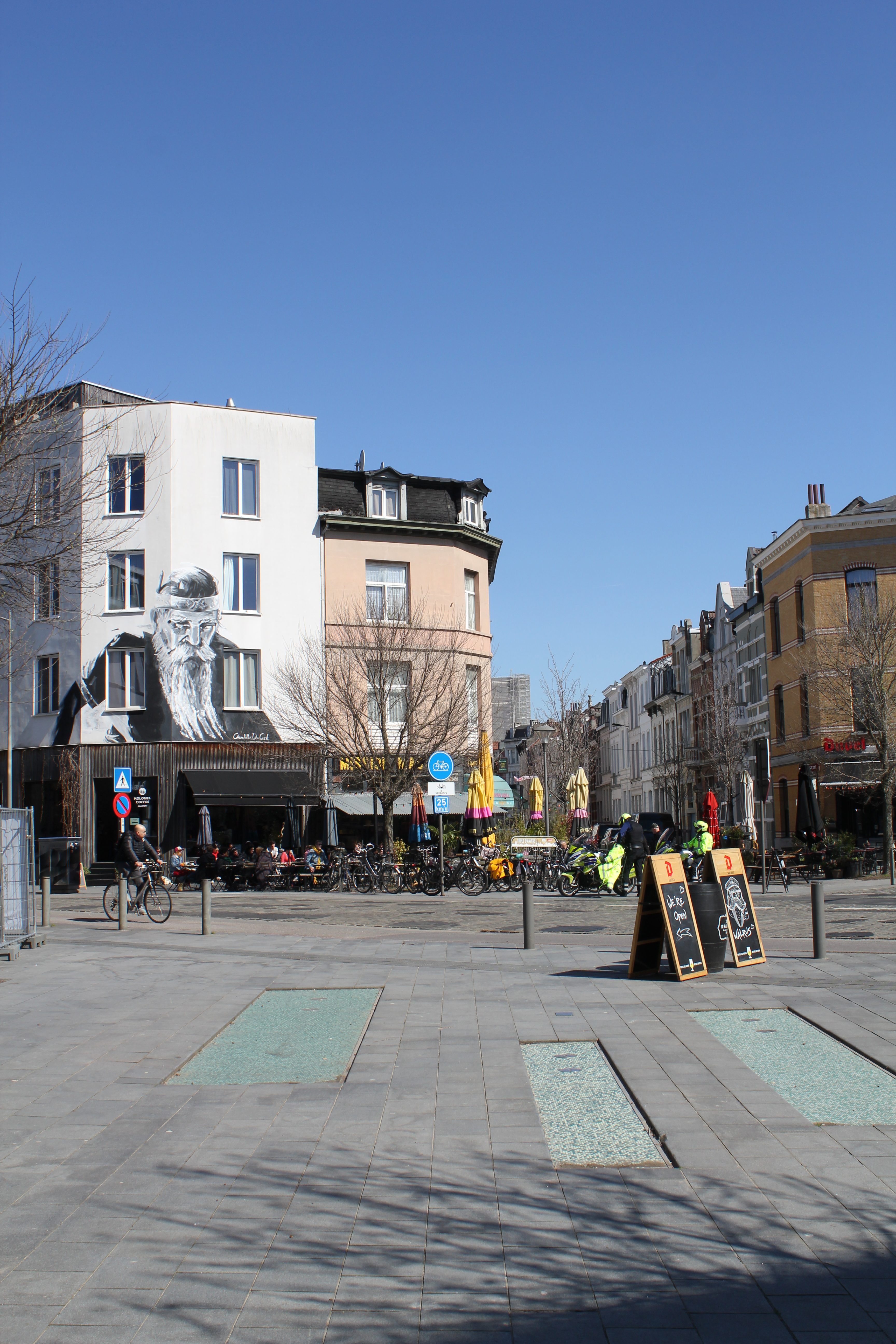
Troonplaats
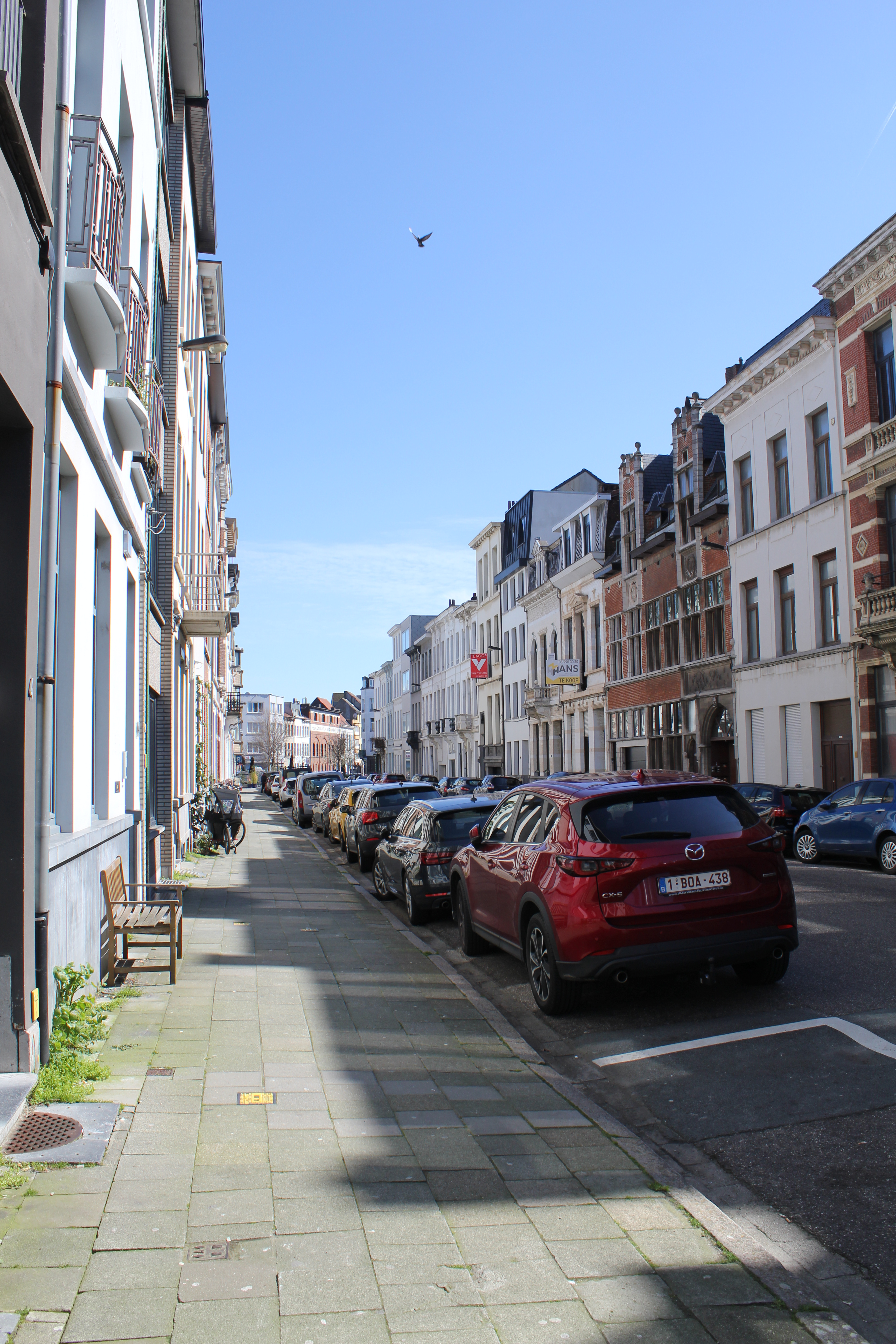
Jan van Beersstraat